# 侯谦芳
侯谦芳（？—1856年9月1日），广西人，太平天国人物。
1853年3月，侯谦芳被任命为天朝总宣诏书，职级与指挥相同。8月，被升任为恩赏丞相。1854年4月，出任东殿（杨秀清东王府）吏部二尚书，深受杨秀清的信任，有机密之事杨秀清都和他进行商议。李凤先在天京因骑马路遇东殿兵部尚书侯谦芳，纵马而过，未下马致敬，被东王杨秀清杖责，不服罪，处死。1856年9月，天京之變爆发，北王韦昌辉在天王洪秀全的授意下，诛杀东王杨秀清，侯谦芳作为东王府的官员，也同时惨遭杀害。